# Òxid de ferro(II)
L'òxid de ferro(II), antigament conegut com a òxid ferrós, és un dels òxids de ferro, la fórmula del qual és FeO. L'òxid ferrós és una pols de color negre. En aquest compost, la valència del ferro és +2. La seva forma mineral és la wüstita. S'utilitza com pigment. L'Administració d'Aliments i Fàrmacs l'ha aprovat per al seu ús en productes cosmètics i, a més a més, s'utilitza en algunes tintes de tatuatges.
L'òxid de ferro(II) és inestable termodinàmicament per sota 575 °C i produeix ferro metàl·lic i òxid de ferro(II, III), d'acord amb la següent reacció:
4 FeO → Fe + Fe₃O₄